# ホワイト島
ホワイト島（ホワイトとう）は、ニュージーランド北島北東部のプレンティ湾に位置する火山島、タウポ火山帯に属する。先住民マオリによる名称は、テ・プイア・オ・ファカアリ、ドラマチックな火山という意味。

## 概要
島は、海底火山がそのまま海面から出ている形状で、直径はほぼ2kmほど。島中央部に点在する噴気孔の多くは海水面より低いが、周辺のカルデラ地形により海水は流入していない。1826年以降、数十回の噴火が記録されている。20世紀初頭には硫黄の生産が試みられたが、1914年にラハールにより労働者が全滅する災害が発生して撤退した。21世紀の現在は景観保護区になっており、噴気孔を観察するトレッキングツアーなどが、近隣のファカタネ、ロトルア、タウランガから発着していた。1936年に株式仲買人のGeorge Raymond Buttleが購入して以降、彼の子孫の所有地となっている。

## 2019年の噴火
2019年12月9日午後2時11分（現地時間）に突然噴火。火山島自体は無人島であるが、噴火当時47人の観光客（出身国はオーストラリア、アメリカ、イギリス、中国、マレーシア）などが島内におり被害に遭った。同日の時点で、5人死亡、8人が行方不明、多数が重症。
2020年1月30日時点で、この噴火により合計22名の死亡が確認されている。この噴火以降、島への上陸ツアーは中止された。